# Maginel Wright Enright
Maginel Wright Enright Barney, née le 19 juin 1881 à Weymouth, Massachusetts et morte le 18 avril 1966 à East Hampton, New York, est une illustratrice américaine de livres pour enfants. Elle est la sœur cadette de l'architecte Frank Lloyd Wright et la mère d' Elizabeth Enright, elle aussi autrice et illustratrice de livres pour enfants.

## Biographie
Maginel Wright Enright naît en 1881 sous le nom de Margaret Ellen Wright à Weymouth dans le Massachusetts du couple formé par William et Anna Wright. Elle est leur troisième enfant. Le nom « Maginel » est une création ultérieure de sa mère comme contraction de « Maggie Nell ». Quand elle a deux ans, sa famille déménage à Madison dans le Wisconsin. Dix ans plus tard, la famille déménage de nouveau à Chicago pour se rapprocher du travail de son frère Frank dans l'architecture. Maginel y fréquente le Chicago Art Institute. Elle décroche son premier emploi en tant qu'illustratrice dans la compagnie Barnes-Crosby de Chicago, où sa tâche principale est l'illustration de catalogues commerciaux. Elle y rencontre Walter J. Enright, dit Pat, un autre jeune artiste, qu'elle épouse.
Maginel Wright Enright donne naissance à sa fille Elizabeth le 17 septembre 1907 à Oak Park dans l'Illinois.
Les Enright déménagent à New York pour leur carrière et y mènent une vie sociale active. Après son divorce[Quand ?], Maginel Wright Enright épouse Hiram Barney, un avocat, qui meurt en 1925.
L'autobiographie de Wright Enright, The Valley of the God-Almighty Joneses, est publiée en 1965, un an avant sa mort à East Hampton.

## Illustration de livres

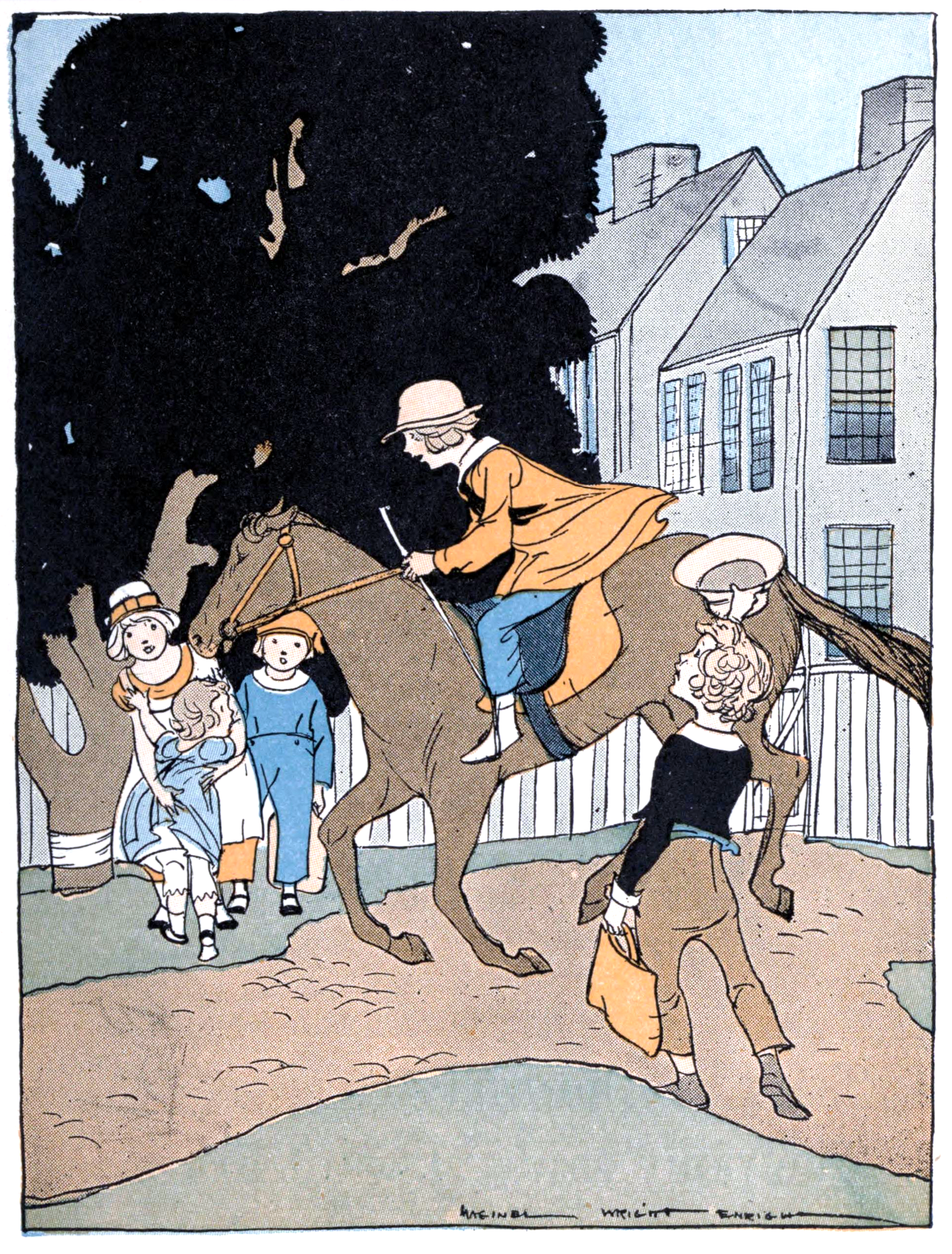
"Billy Boy avait un poney", tiré d'un manuel scolaire publié en 1922

C'est sous le nom de Maginel Wright Enright qu'elle mène sa carrière professionnelle. Elle illustre 63 livres pour enfants au cours de sa vie, travaillant parfois seule et parfois avec d'autres artistes. Son premier travail en tant qu'illustratrice de livres porte  sur The Twinkle Tales, un ensemble de six livrets pour jeunes enfants publié par Reilly & Britton en 1906 et écrit par Lyman Frank Baum sous le pseudonyme de « Laura Bancroft ». Les livres connaissent un certain succès, tirés à 40 000 exemplaires la première année. 
Wright Enright illustre également Policeman Bluejay de Baum (1907) et Juvenile Speaker (1910, avec John R. Neill). Elle illustre ensuite le livre Flower Fairies sur des textes de Clara Ingram Judson, en 1915.

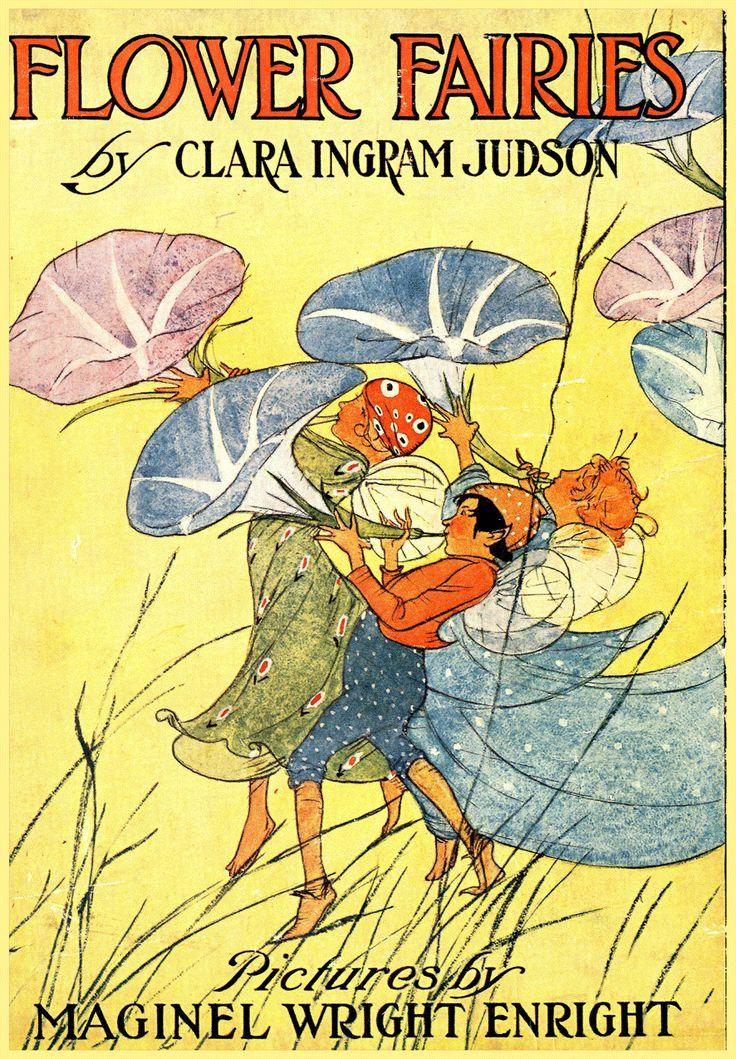
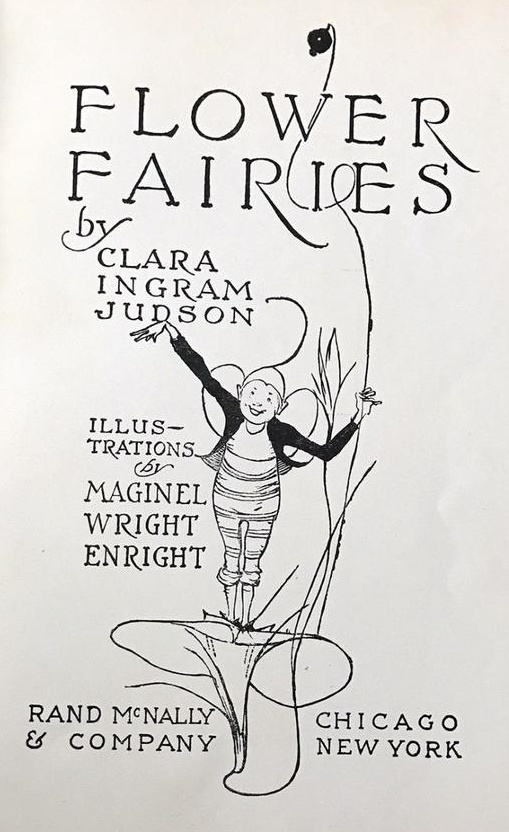
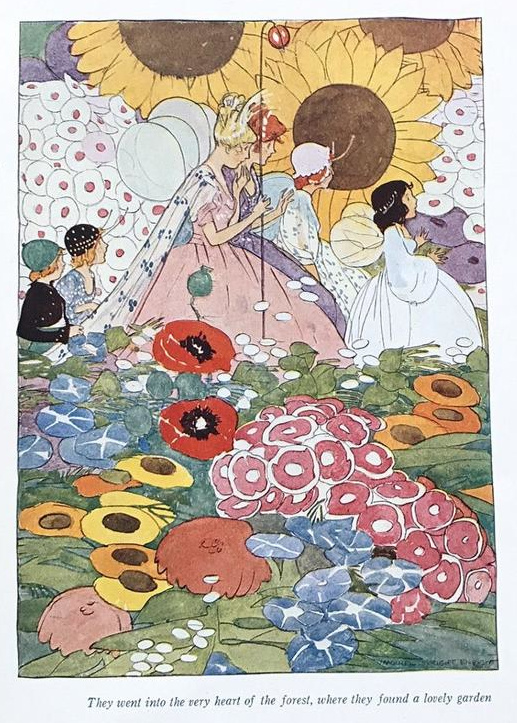
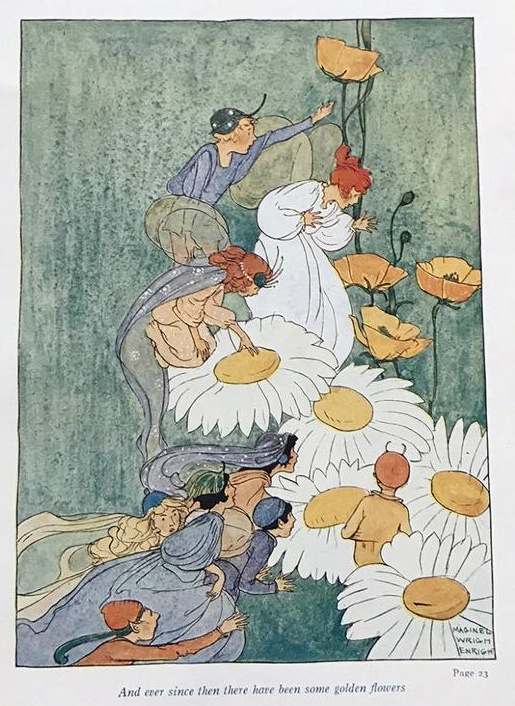

Elle illustre aussi une édition de Heidi de Johanna Spyri (1921) et Les Patins d'argent de Mary Mapes Dodge (1918) avec Edna Cooke. Elle est reconnue comme l’une des « meilleures artistes » pour enfants.
En 1928, elle écrit et illustre The Baby's Record Through the First Year in Song and Story, et en 1931 compile et illustre de nombreuses comptines dans Weather Signs and Rhymes. 
Elle  illustre aussi des manuels scolaires pour jeunes enfants. Sa fille Elizabeth Enright lui attribue « la révolution de l'illustration des manuels scolaires » avec des images vivantes, gracieuses et imaginatives qui savent séduire les jeunes lecteurs.

## Autres œuvres
En plus de livres, Maginel Wright Enright illustre des magazines et des couvertures, en travaillant principalement pour des magazines féminins comme McClure's et le Ladies' Home Journal. Elle conçoit des cartes de Noël et réalise toutes sortes d’œuvres graphiques. Dans Contes de Taliesin, Cornelia Brierley se souvient de Maginel en ces termes "débordant de joie et très sophistiquée".
Maginel passe plusieurs étés avec sa fille Elizabeth au domaine son frère Franck  à Taliesin. Elle y peint de nombreux tableaux qu'elle vend plus tard à New York. Dans les années 1940, elle se distingue en tant que créatrice de chaussures de luxe pour la marque Capezio.